# Kalkliebender Filz-Saftling
Der Kalkliebende, Kalkholde oder Schmutzige Filz-Saftling (Hygrocybe calciphila) ist eine Pilzart aus der Gattung der Saftlinge. Wie der zuerst genannte deutsche Trivialname vermuten lässt, wächst der Pilz ausschließlich auf kalkreichen bzw. basengesättigten Böden.

## Merkmale

### Makroskopische Merkmale
Der 3 bis 24 mm breite Hut ist zunächst halbkugelig bis konvex geformt, später mehr oder weniger abgeflacht und besitzt häufig eine leicht eingesenkte Mitte. Die trockene, fein schuppige Oberfläche kann bei feuchter Witterung nahezu glatt ausfallen. Das Farbspektrum reicht von scharlach- bis orange-rot, häufig hat der Hut einen schmalen gelben Rand. Nach dem Aufsammeln blassen die Fruchtkörper rasch gelb aus. Die Schuppen sind wie die Huthaut gefärbt, lediglich aus dem Norden Norwegens sind abweichende Kollektionen mit dunkelgrauen Schuppen auf der Hutmitte bekannt. Zudem ist der Rand häufig durchscheinend gerieft. Die am Stiel breit angewachsenen, selten etwas herablaufenden Lamellen sind jung häufig fast weißlich, später gelblich oder blass orange gefärbt. Der 2 bis 4 cm lange und 1,2 bis 3 mm dicke Stiel weist eine zylindrische oder zusammengedrückte Form auf und besitzt dann in der Regel eine Längsfurche. Manchmal verjüngt er sich nach unten. Die Oberfläche ist trocken und matt oder schwach seidig glänzend. Der Stiel hat eine orange oder goldgelbe Farbe. Sowohl der Geruch als auch der Geschmack sind unspezifisch.

### Mikroskopische Merkmale
Die Sporenmaße betragen 7,5 bis 9 auf 5 bis 6 µm, die Minima und Maxima liegen bei 6 bis 11 auf 4,5 bis 7 µm. Der Quotient aus Länge und Breite liegt zwischen 1,1 und 1,9, im Schnitt zwischen 1,3 und 1,6. Sie sind breit elliptisch geformt, manchmal auch fast rund oder elliptisch. Eingeschnürte oder mitraförmige Sporen wie beim Mennigroten Filz-Saftling fehlen jedoch. Dafür befinden sich an den Lamellenschneiden sterile Haare, wie sie auch bei einigen Fruchtkörpern des Mennigroten Filz-Saftlings beobachtet wurden. Die Basidien sind überwiegend 4-sporig. Die subreguläre Lamellentrama beinhaltet zylindrische oder schwach aufgeblasene Elemente mit einer Länge von bis zu 140, maximal 250 µm. Die Hutdeckschicht ist wie beim Mennigroten Filz-Saftling ein Trichoderm mit mehr oder weniger keulenförmigen Endzellen. Jene sind 30 bis 95, selten 120 µm lang und 6 bis 15 µm breit.

## Artabgrenzung
Früher wurde der Kalkliebende Filz-Saftling oft mit dem Mennigroten Filz-Saftling verwechselt. Dieser wächst allerdings auf sauren Böden und besitzt einkernige Sporen, wohingegen die Sporen des Kalkliebenden Filz-Saftlings zwei Kerne besitzen.

## Ökologie
In Nordeuropa ist der Kalkliebende Filz-Saftling wahrscheinlich weit verbreitet, aber die Verbreitung nur unzureichend bekannt. Die Art gilt als selten, kann aber auch übersehen werden. Die Fruchtkörper erscheinen von Juli bis Oktober auf Magerrasen, an Wegrändern in lichten Wäldern und in sommergrünem Buschland, stets auf kalkreichen oder basischen Böden wie beispielsweise Basalt oder Gips. Funde wurden von 1860 m ü. NN in den Alpen bis 2300 m ü. NN in den Pyrenäen berichtet.
In Mitteleuropa kann die Art auf Voll- und Halbtrockenrasen (Xero- und Mesobrometum, Koelerietum), Wacholderheiden, Kalkmagerwiesen, subkontinentalen Steppenrasen (Festuco guestfalica-Gesellschaften) und an südexponierten Waldsäumen gefunden werden. Der Saftling kommt auf mehr oder weniger flachgründigen und trockenen bis mäßig frischen Böden vor.
Sie bestehen aus schwach bis stark alkalischen, basenreichen, aber stickstoffarmen Rendzinen, Pararendzinen, Braun- und Parabraunerden über Kalk, Gips, Kalkmergel, Kalksand und Basalt. Die Fruchtkörper erscheinen in zwei Schüben von Juni bis Juli und von September bis Oktober.

## Verbreitung
Der Kalkholde Filz-Saftling kommt in Nordamerika (USA) und Europa vor. In Europa wurde die Art im Süden (Italien, Spanien), Westen (England, Frankreich, Niederlande), in der Mitte (Deutschland, Österreich, Schweiz) sowie im südlichen Nordeuropa (Dänemark) nachgewiesen. Es wird jedoch angenommen, dass die Art weiter und dichter verbreitet ist.